# 烏羅舍瓦茨足球會
烏羅舍瓦茨足球會(Football Club Ferizaj 阿爾巴尼亞語：)）是一支位於科索沃的職業足球會，目前於科索沃甲組足球聯賽角逐。